# Dodge Attitude
Dodge Attitude — субкомпактный автомобиль производства американской компании Dodge. Является лицензионным клоном Hyundai Accent и Mitsubishi Mirage.

## Первое поколение
Первое поколение автомобилей Dodge Attitude производилось с 2006 по 2010 год. Базовой моделью для Dodge Attitude стала Hyundai Accent третьего поколения. Автомобиль продавался в Мексике.

## Второе поколение
Модель была представлена в 2011 году. По сравнению с предшественницей, она удлинилась на 60 мм (до 4340 мм), стала шире на 5 мм (1700) и ниже на 10 мм (1460). Расстояние между осями увеличилось на 70 мм (2570 мм). Спереди — стойки McPherson, сзади — полунезависимая балка. Базовой моделью стала Hyundai Accent четвёртого поколения. Производство завершилось в 2014 году.

## Третье поколение
Автомобили Dodge Attitude третьего поколения производятся с января 2015 года. Базовой моделью стала Mitsubishi Mirage.

## Четвёртое поколение
В июле 2024 года появились новости о четвёртом поколении Dodge Attitude для мексиканского рынка. Четвёртое поколение Dodge Attitude будет компактным седаном на базе Trumpchi Empow. После второго поколения Dodge Journey на мексиканском рынке, четвёртое поколение Dodge Attitude станет вторым автомобилем GAC Group, который будет представлен под маркой Dodge для мексиканского рынка. 

## Галерея

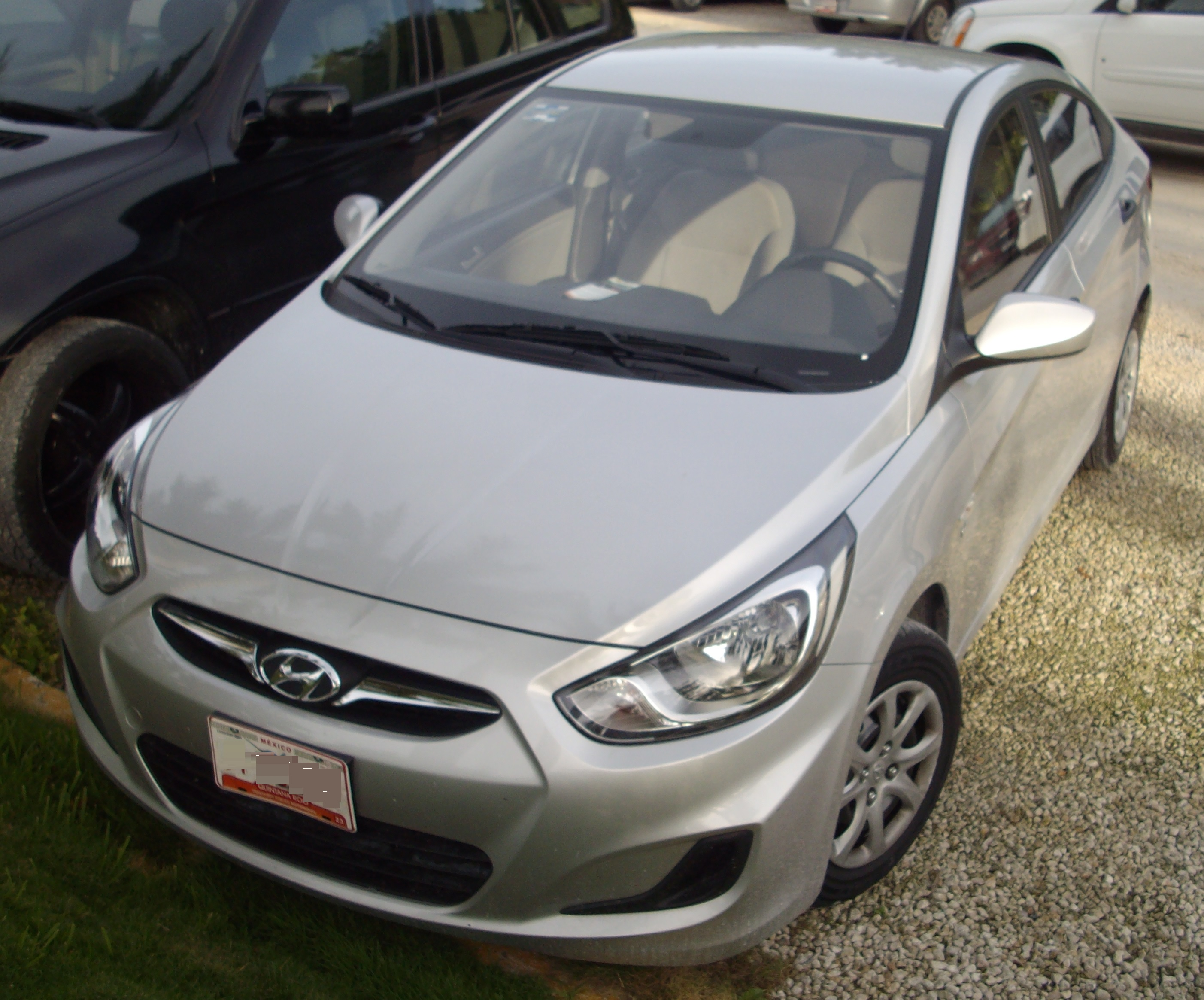
Dodge Attitude
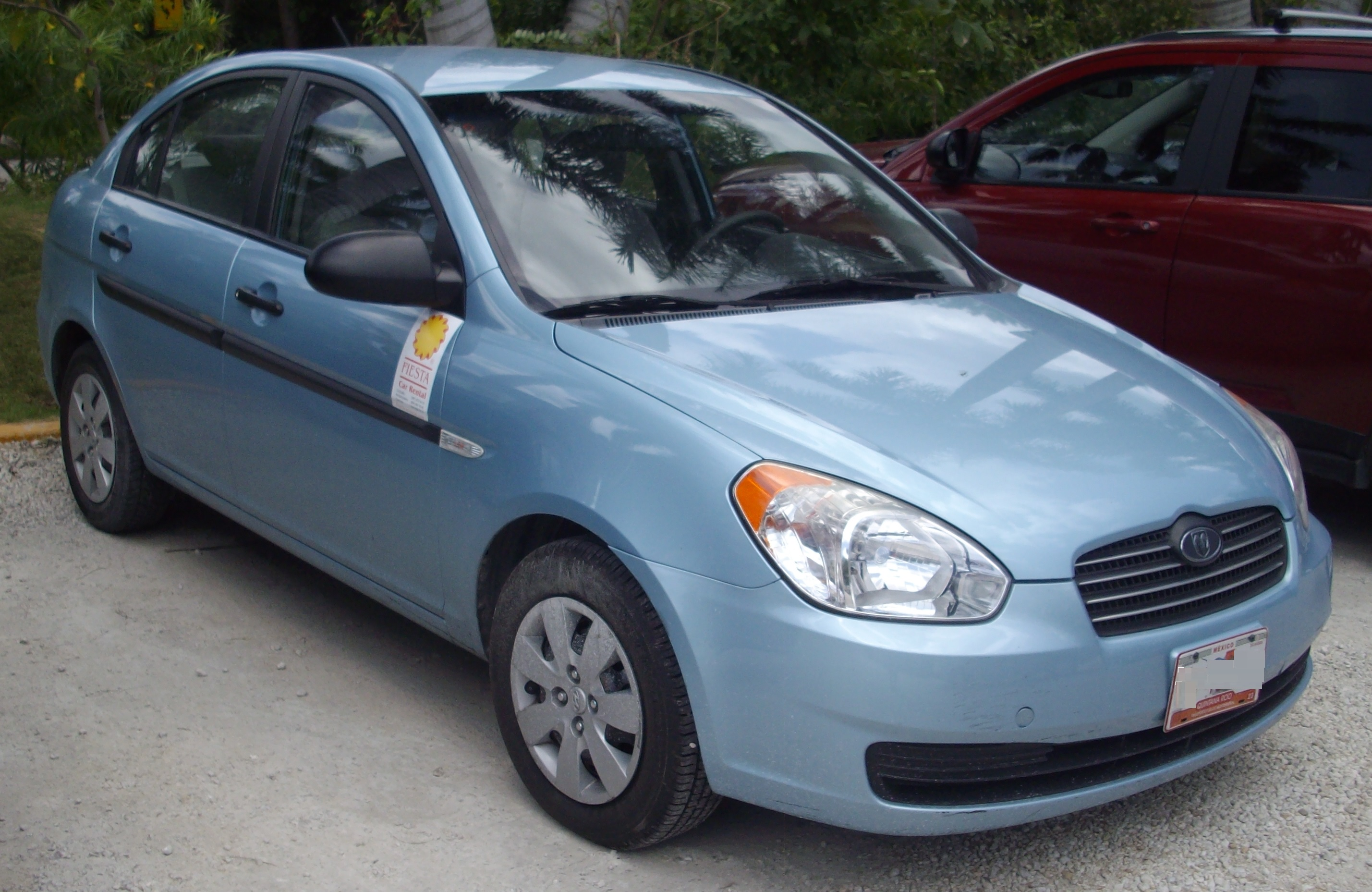
Dodge Attitude